# Tecido ósseo

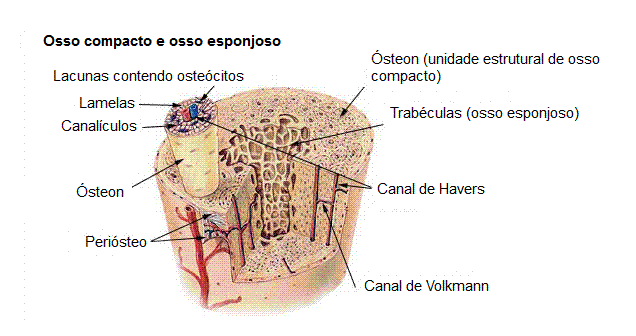
Corte transversal de um osso longo mostrando os dois tipos de tecido ósseo, esponjoso e compacto. Além disso, pode-se ver muitos outros componentes citados neste artigo.

O tecido ósseo é constituinte do esqueleto dos vertebrados; serve de apoio para  as partes moles do corpo; protege órgãos vitais; aloja e protege a medula óssea; proporciona apoio aos músculos esqueléticos, transformando suas contrações em movimentos  úteis,  e constitui um sistema de alavancas que amplia as forças  geradas pela contração muscular. Além dessas funções, os ossos funcionam como depósitos de cálcio, fosfato e outros íons, armazenando-os ou liberando-os de maneira controlada, para manter  constante a concentração desses importantes íons nos líquidos corporais.
O tecido ósseo é um tipo especializado de tecido conjuntivo  formado  por células e uma matriz extracelular calcificada, a matriz óssea. A única forma de nutrição dessas células é através de canalículos por onde passam capilares já que a matriz calcificada não permite a difusão de substâncias até as células.
Todos os ossos são revestidos em suas superfícies externas e internas  por membranas conjuntivas que possuem células osteogênicas (ou seja, células que atuam na formação óssea), o periósteo e o endósteo, respectivamente.

## Células

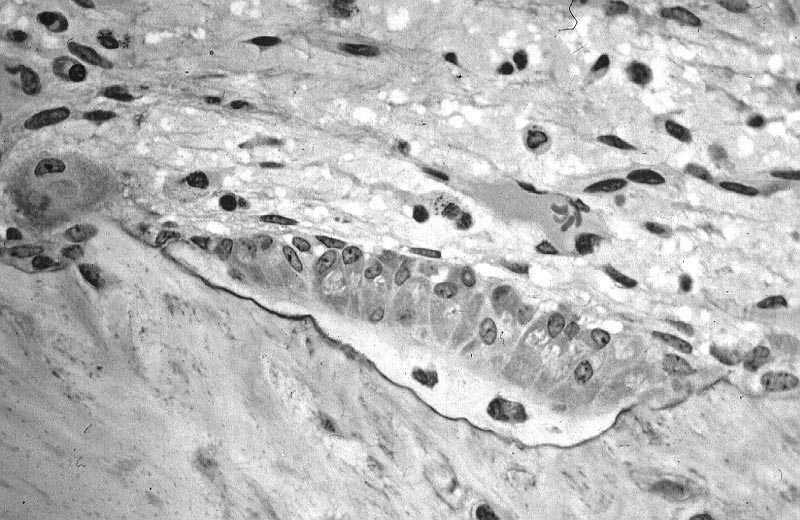
Osteoblastos sintetizando ativamente osteoides com osteócitos.

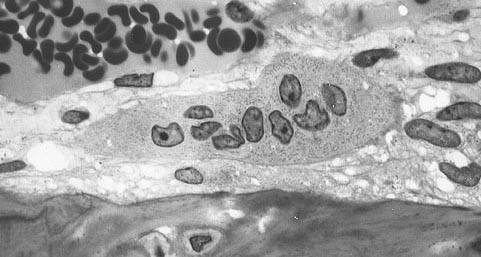
Osteoclastos com múltiplos núcleos e um citossol “espumoso”.

### Osteócitos
Osteócitos são as células encontradas no interior da matriz óssea , ocupando as lacunas das quais partem em pequenos espaços que se formam entre as células dos ossos, em outras palavras canalículos. Cada lacuna contém apenas um osteócito. Dentro dos canalículos os prolongamentos dos osteócitos estabelecem contatos através de junções comunicantes, por onde podem passar pequenas moléculas e íons de um osteócito para outro.

### Osteoblastos
Osteoblastos são as células que sintetizam a parte orgânica - como o colágeno tipo I - da matriz óssea além de participar da mineralização desta. Dispõem-se sempre nas superfícies ósseas, lado a lado, num arranjo que lembra um epitélio simples. Uma vez aprisionado pela matriz recém-sintetizada o osteoblasto passa a se chamar osteócito. A matriz se deposita ao redor do corpo da célula e de seus prolongamentos, formando assim as lacunas e os canalículos respectivamente.

### Osteoclastos
Osteoclastos  são células móveis, gigantes, multinucleadas e extensamente ramificadas. São as células responsáveis pela remodelação óssea que ocorre ao longo do crescimento de um osso ou em condições que favoreçam a reabsorção óssea, como a osteoporose ou a remodelação de uma região de fratura. Ficam localizados em regiões chamadas lacunas de Howship e podem ser requisitados para outras regiões do osso de acordo com a necessidade, guiando-se através de quimiotaxia.

## Matriz óssea
A Matriz óssea tem 50% de seu peso composto por matéria inorgânica. Os íons mais encontrados são o fosfato e o cálcio que formam cristais com estrutura de hidroxiapatita. Há também magnésio, potássio, sódio e citrato em menos quantidades.
A porção orgânica da matriz óssea é composta por 95% de fibras colágenas, constituídas de colágeno tipo I e por pequena quantidade de proteoglicanos e glicoproteínas.
A associação de hidroxiapatita com fibras colágenas é responsável pela dureza e resistência do tecido ósseo. Quando se remove o cálcio dessa equação, o osso mantém sua forma, mas fica tão flexível quanto um tendão. E quando se remove o colágeno, como depois do o osso ser incinerado, ele também mantém a forma, mas fica tão quebradiço que dificilmente pode ser manipulado sem se partir.

## Periósteo e Endósteo
As superfícies internas e externas dos ossos são recobertas por células osteogênicas e tecido conjuntivo, que constituem o endósteo e o periósteo, respectivamente.
A camada mais superficial do periósteo contém principalmente fibras colágenas e fibroblastos. Na sua porção profunda, o periósteo é mais celularizado e apresenta células osteoprogenitoras, que se multiplicam por mitose  e se diferenciam em osteoblastos, desempenhando papel importante no crescimento dos ossos e na reparação das fraturas.
O endósteo  é constituído geralmente por uma camada de células  osteogênicas achatadas revestindo as cavidades do osso esponjoso , o canal medular e os canalículos.
As principais funções do endósteo e do periósteo são a nutrição do tecido ósseo e o fornecimento de novos osteoblastos para o crescimento e a recuperação do osso.

## Tipos de tecido ósseo
Histologicamente, existem dois tipos de tecido ósseo: imaturo ou primário; e maduro, secundário ou lamelar. Os dois tipos possuem as mesmas células e os mesmo constituintes da matriz. O tecido primário é o que aparece inicialmente, tanto no desenvolvimento embrionário como na reparação das fraturas; sendo temporário e substituído por tecido secundário.

### Tecido ósseo primário
O tecido ósseo primário (não lamelar) apresenta fibras colágenas dispostas em várias direções sem organização definida, tem menos quantidade de minerais e maior proporção de osteócitos quando comparada ao tecido ósseo secundário. Encontra-se pouco presente em adultos, persistindo apenas próximo às suturas dos ossos do crânio e nos alvéolos dentários.
O tecido ósseo primário é formado através de ossificação intramembranosa e surge a partir da diferenciação de células de tecido conjuntivo em osteoblastos.  A membrana de tecido conjuntivo restante se condensa e forma o periósteo.

### Tecido ósseo secundário (lamelar)
O tecido ósseo secundário é a variedade geralmente encontrada no adulto. Sua principal característica  é possuir  fibras colágenas organizadas em lamelas de 3 a 7 μm (micrômetro) de espessura que, ou ficam paralelas umas às outras, ou se dispõem em camadas concêntricas em torno de canais com vasos formando os Sistemas de Havers ou ósteons.

### Outra classificação dos ossos

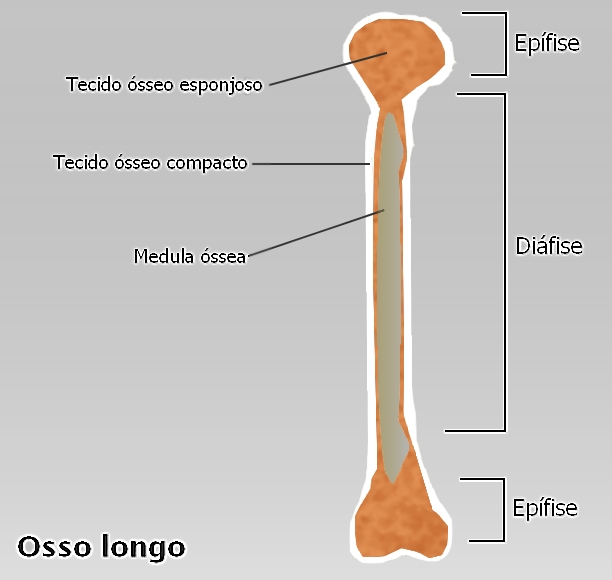
Estrutura de um osso longo

Observando-se a olho nu a superfície de um osso serrado, verifica-se que há partes sem cavidades visíveis - o osso compacto ou denso - e por partes com muitas cavidades intercomunicantes - o osso esponjoso ou reticulado. Esta classificação é macroscópica e não histológica como visto acima, porém, ainda assim, ela é muito utilizada no dia-a-dia dos zoólogos e paleontólogos. Tais tipos apresentam o mesmo tipo de célula e de substância intracelular, mudando apenas entre si a disposição de seus elementos e a quantidade de espaços medulares. A substância óssea esponjosa e a compacta  aparecem juntas na maioria dos ossos dos vertebrados.

#### Substância óssea esponjosa
A substância óssea esponjosa apresenta espaços medulares mais amplos, sendo formada por várias trabéculas, que dão um aspecto poroso ao tecido. O osso esponjoso é o de menor peso, tem forma de grade, com espaços ósseos nos quais se encontra a medula óssea. Existe tanto a medula óssea vermelha - que produz grande quantidade de células do sangue - quanto a medula óssea amarela - que diminui a quantidade de células no sangue. Com o envelhecimento, perde-se medula óssea vermelha e esta se transforma em amarela. 
Geralmente, o osso esponjoso localiza-se na parte interna da diáfise, ou corpo dos ossos, e na epífise, as extremidades. 

#### Substância óssea compacta

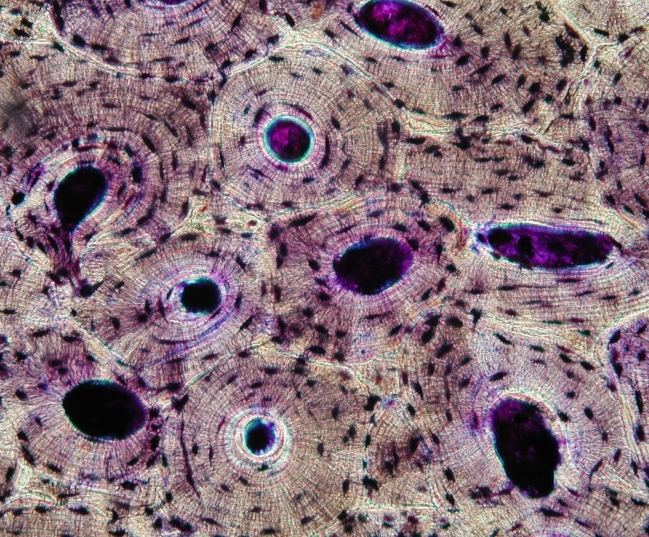
Camada externa do tecido ósseo (osso compacto)

Apresenta pouquíssimo espaço medular, possuindo, no entanto, um conjunto de canais que são percorridos por nervos e vasos sanguíneos: canais de Volkmann e canais de Havers. Por serem uma estrutura inervada e irrigada, os ossos têm sensibilidade, alto metabolismo e capacidade de regeneração.

##### Canais de Volkmann
Os canais de Volkmann começam na superfície externa ou interna do osso, possuindo uma trajetória transversal. Esses canais se comunicam com os canais de Havers. Os canais de Volkmann não apresentam lamelas concêntricas.

##### Canais de Havers
O Canais de Havers percorrem o osso longitudinalmente (ou no eixo axial) e podem intercomunicar-se por projeções laterais. Em cortes transversais, percebe-se que ao redor de cada canal de Havers existem várias lamelas concêntricas de substância intercelular e de células ósseas. Cada conjunto deste, formado pelo canal central de Havers e por lamelas concêntricas, é chamado de Sistema de Havers ou Sistema haversiano.

## Histogênese

### Ossificação intramembranosa
A ossificação intramembranosa ocorre na formação de ossos curtos, ossos do crânio e no crescimento em espessura de ossos longos. Esse tipo de ossificação não depende da presença de tecido cartilaginoso e sim de uma membrana conjuntiva, na qual haverá diferenciação de células mesenquimais em osteoblastos. O local de início da ossificação é chamado centro de ossificação primária. Vários centros de ossificação podem ser iniciados ao mesmo tempo, como ocorre na formação do crânio, cujos ossos ainda não se encontram totalmente fundidos no momento do nascimento. 

### Ossificação endocondral
A ossificação endocondral ocorre na formação de ossos longos (como o fêmur) na fase embrionária e também nas extremidades desses ossos ao longo do crescimento do indivíduo. As extremidades ósseas são chamadas epífises. Nestas regiões, há uma camada de cartilagem e para que ocorra o crescimento, os condrócitos presentes nesse tecido deverão sofrer proliferação seguida de morte, deixando uma matriz cartilaginosa que, em seguida, é vascularizada e invadida por células do tecido ósseo, como componentes da medula óssea, osteoclastos e osteoblastos. A matriz cartilaginosa é utilizada como base para a deposição da matriz calcificada. Após a formação da matriz extracelular óssea, há ação de osteoclastos na porção mais central do osso, formando (ou aumentando, no caso de um osso em crescimento) a cavidade medular. 

## Crescimento e remodelação dos ossos
O crescimento dos ossos consiste na formação do tecido ósseo novo, associada à reabsorção parcial de tecido já formado. Deste modo, os ossos conseguem manter sua forma enquanto crescem.

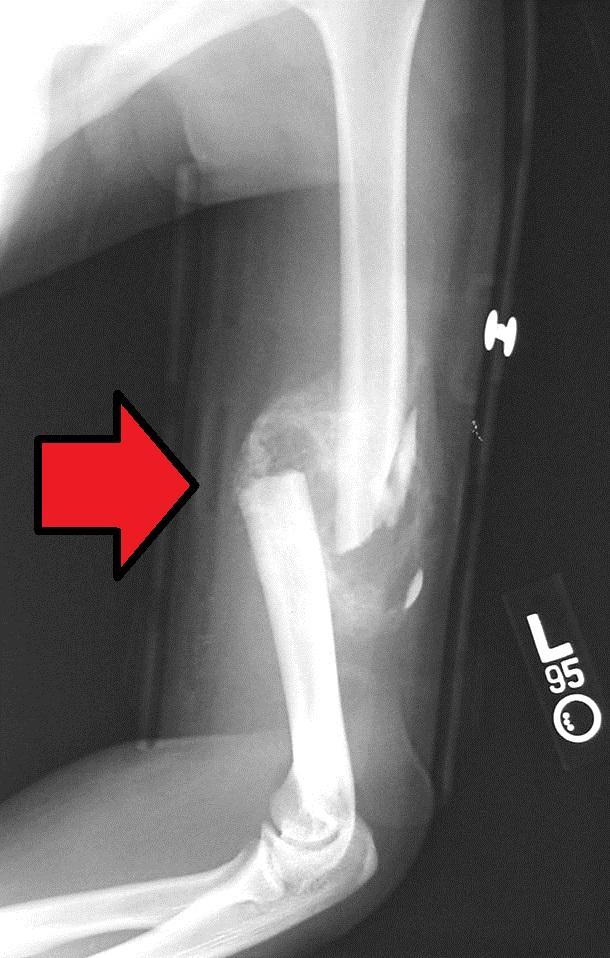
Formação de calo ósseo numa fratura medial de úmero.

Apesar de sua resistência às pressões  e da sua dureza, o tecido ósseo é muito plástico, sendo capaz de responder a modificações nas forças a que está submetido remodelando sua estrutura interna.

### Fraturas
Nos locais de fratura óssea ocorre hemorragia, pela lesão dos vasos sanguíneos, destruição da matriz e morte de células ósseas.
Macrófagos removem o coágulo sanguíneo, restos de células e restos da matriz para que se possa começar o reparo da fratura. O periósteo e o endósteo próximos à área de fratura respondem com uma intensa proliferação, formando um tecido muito rico em células osteoprogenitoras que constitui um colar em torno da fratura e penetra entre as extremidades ósseas rompidas. Esse processo se desenvolve de modo a aparecer um calo ósseo após algum tempo.
As trações e pressões exercidas sobre o osso durante a reparação da fratura, e após o retorno do paciente a suas atividades normais, causam a remodelação do calo ósseo e sua completa substituição por tecido ósseo lamelar. Se essas trações e pressões forem idênticas às exercidas sobre o osso antes da fratura, a estrutura do osso volta a ser a mesma que existia anteriormente; é exatamente essa uma das principais funções das sessões de fisioterapia recomendada para pacientes que sofreram fraturas. Ao contrário dos outros tecidos conjuntivos, o tecido ósseo, apesar de ser duro, repara-se sem a formação de cicatriz.

## Papel metabólico do tecido ósseo
O esqueleto é a reserva de cálcio dos vertebrados, contendo mais de 90% desse íon em sua composição inorgânica. A concentração deste no sangue ( calcemia ) deve ser mantida constante para o funcionamento adequado do organismo. Há um intercâmbio contínuo entre os íons cálcio do sangue e dos ossos. Quando nos alimentamos, esse íon é absorvido da comida para a corrente sanguínea e rapidamente é depositado nos ossos. De forma inversa, quando há diminuição da calcemia o cálcio dos ossos é mobilizado para o sangue.
Essas transferências de íons cálcio entre esses dois tecidos (o sangue também é considerado um tecido) podem ocorrer de maneira espontânea, por difusão simples, ou podem ser mediadas por um hormônio das glândulas paratireoides, o paratormônio, e um outro hormônio da tireoide, a calcitonina.

## Articulações

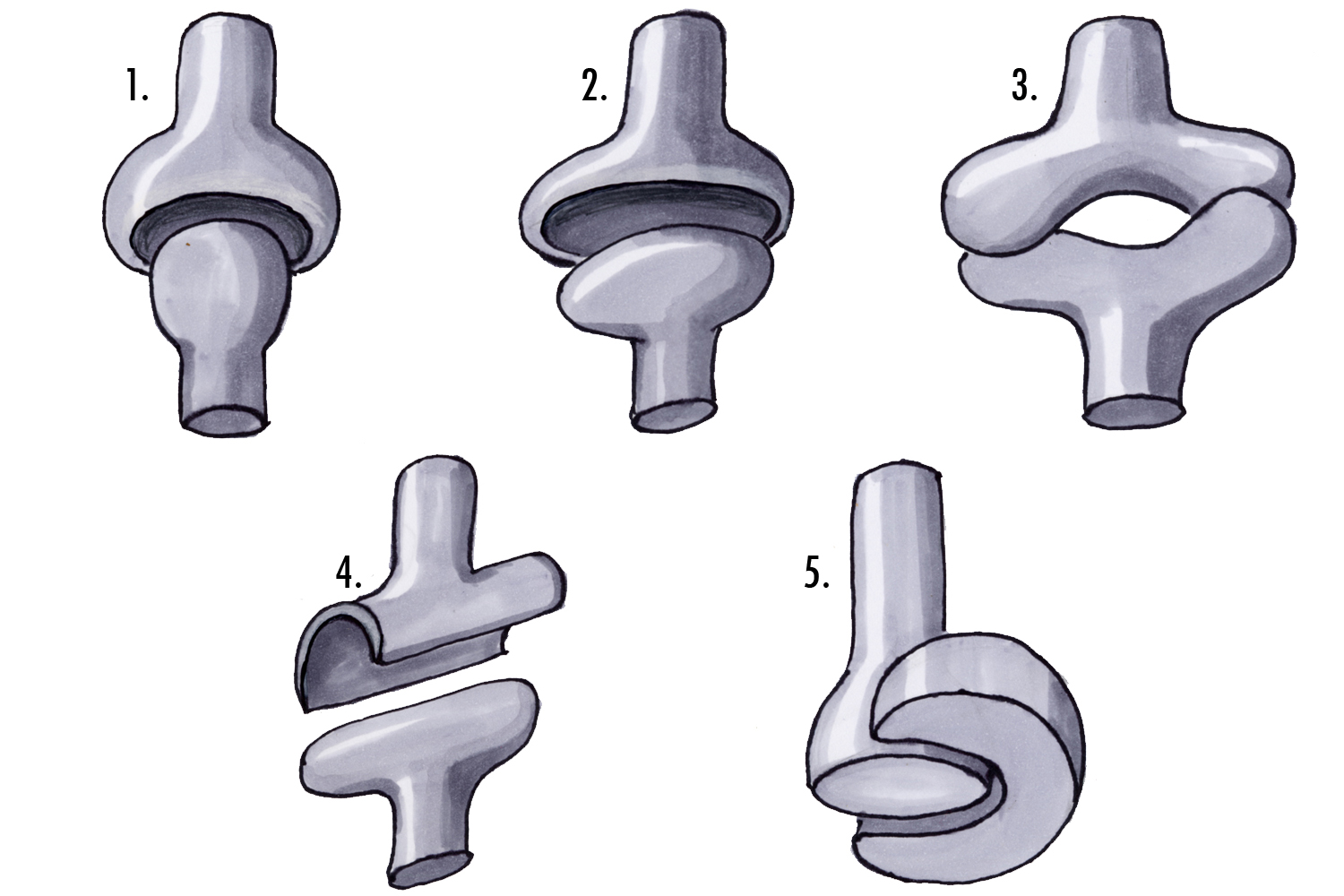
Diartroses: 1-Triaxial ou anertrose; 2-Condilar ou elipsoide; 3-Selar; 4-Gínglimo; 5-Gínglimo atípica ou dobradiça.

As articulações são estruturas formadas por tecido conjuntivo que unem os ossos entre si, formando o esqueleto. Elas podem ser classificadas em diartroses, que permitem grande movimento dos ossos (vide imagem), e sinartroses, nas quais não ocorrem movimentos ou estes são muito limitados.
Nas diartroses existe uma cápsula que liga as extremidades ósseas, delimitando uma cavidade fechada, a cavidade articular. Ela contém um líquido incolor, transparente e viscoso, o líquido sinovial, com alta concentração de ácido hialurônico, molécula com efeito lubrificante que facilita o movimento articular.
A resiliência da cartilagem é um eficiente amortecedor das pressões mecânicas intermitentes que são exercidas sobre a cartilagem articular. Mecanismos semelhantes ocorrem nos discos intervertebrais.